# Christian Descamps (philosophe)
Christian Descamps (né le 7 décembre 1944) est un philosophe et écrivain français. Il a dirigé l'espace séminaire philosophie du Centre Georges-Pompidou. Il est membre du comité de rédaction de En attendant Nadeau.

## Biographie
Chritian Descamps est né en 1944. Il est professeur de philosophie.
Il a dirigé l'espace séminaire philosophie du Centre Georges-Pompidou. Il est membre du comité de rédaction de En attendant Nadeau.
Il collabore en 1972-1973 à l'Histoire de la philosophie dirigée par François Châtelet.
En 1979, il fonde avec François Dufrêne et Jean-Jacques Lebel puis Jacqueline Cahen (Lyon, 1941,), le Festival international Polyphonix.

## Œuvres
- Poésie du monde francophone, Pantin, le Castor Astral ; Paris, Le Monde, 1986
- Histoire de la pensée philosophique, Kadansha.
- Les Idées philosophiques contemporaines en France 1960-1985, Paris, Bordas, 1986
- Interrogations philosophiques contemporaines en France, Paris, Rendez-vous en France, 1989
- Les Idées philosophiques contemporaines en France 1960-1985, Paris, Bordas, 1993
- Quarante ans de philosophie en France, la pensé singulière De Sartre à Deleuze, Bordas, 2003